# Grupo Memphis

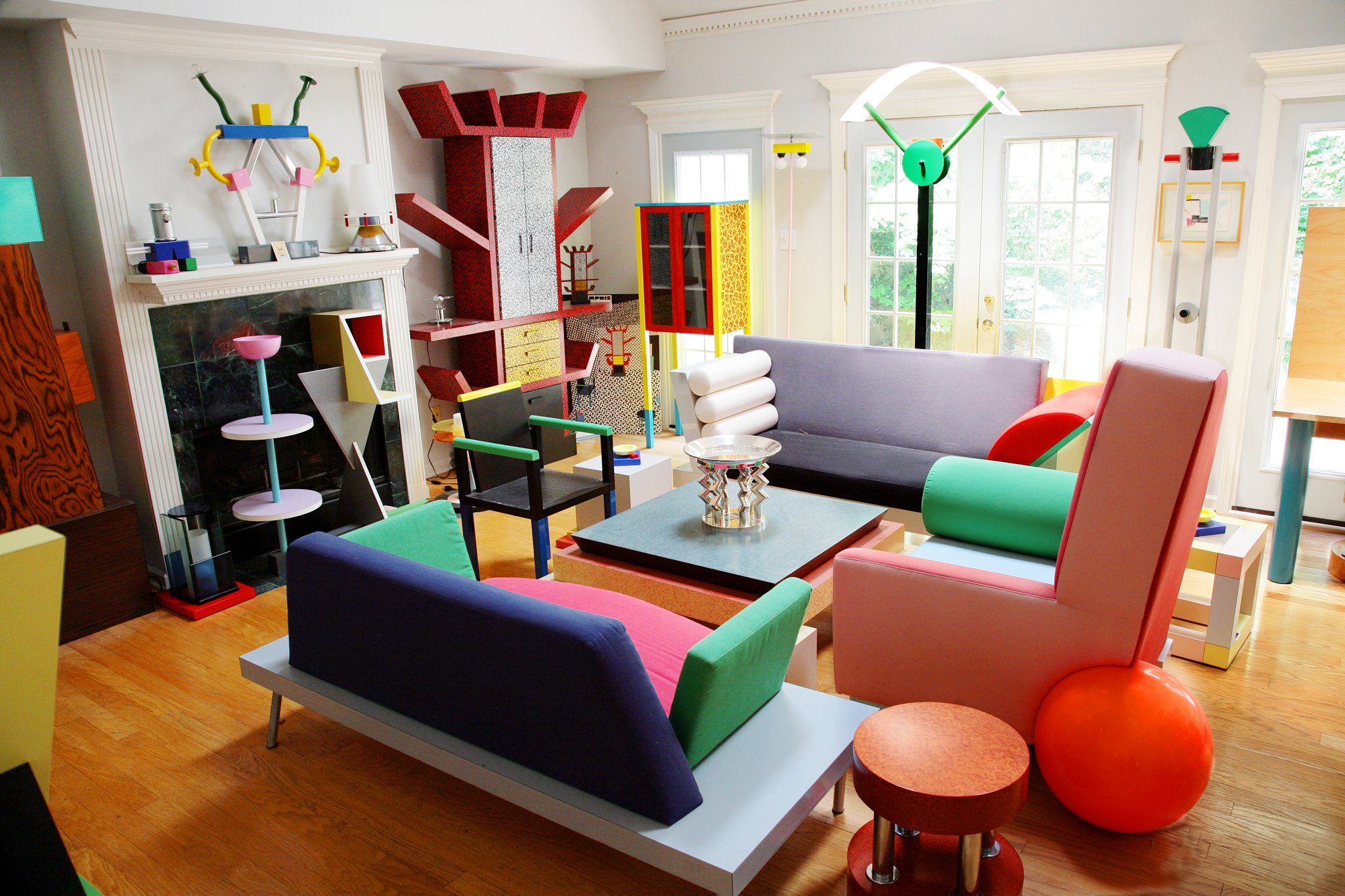
Uma coleção de objetos do The Memphis Group

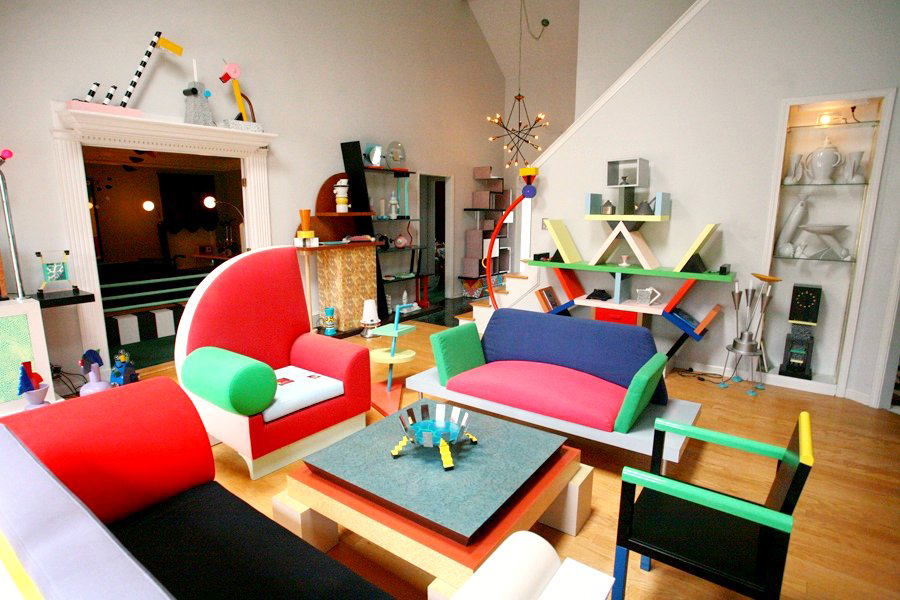
Móveis do Memphis Group apresentados em um espaço de sala de estar.

O Memphis Group, também conhecido como Memphis Milano, liderado por liderado por Ettore Sottsass, foi um coletivo italiano de arquitetura e design  que esteve em atividade entre 1980 e 1987. O grupo é conhecido por sua contribuição na criação de móveis pós-modernos, objetos de vidro e metal, iluminação, tecidos e tapetes, cerâmicas, .
O trabalho do grupo de Memphis frequentemente incorporava materiais plásticos lâminados e mármore e era caracterizado por um design temporário com decoração colorida e abstrata, bem como formas assimétricas, fazendo alusão a estilos mais antigos e designs exóticos.

## Panorama do Grupo Memphis
Na noite de 11 de dezembro de 1980, Memphis teve sua origem quando Ettore Sottsass convidou um grupo de jovens designers e arquitetos para uma reunião visando discutir o futuro do design. Juntos, eles pretendiam romper com o paradigma do Modernismo e criaram um novo coletivo de design. Após a primeira reunião, o grupo iniciou um processo de discussão de ideias e conceitos, e três meses depois se reuniram novamente, apresentando mais de uma centena de desenhos que haviam produzido durante esse período.
Durante sua primeira reunião, a inspiração para o nome "Memphis" surgiu enquanto o grupo ouvia repetidamente o disco de Bob Dylan "Stuck Inside of Mobile with the Memphis Blues Again". Para Ettore Sottsass, o nome "Memphis" evocava duas coisas: uma cidade no Tennessee e a capital do antigo Egito. O grupo de designers usou a ambiguidade por trás do nome para simbolizar suas filosofias ambíguas sobre design de móveis, objetos e têxteis. Sottsass, em particular, tinha grande interesse no gosto da classe média, nas tradições do Terceiro Mundo e do Oriente, bem como na natureza intocada.
Em 1985, Ettore Sottsass deixou o grupo Memphis para se concentrar em sua própria empresa de design e arquitetura, Sottsass Associati.
Em 1987, o grupo Memphis se desfez devido à dificuldade de seus membros em manter o sucesso comercial após o entusiasmo em torno do movimento ter diminuído.[carece de fontes?]

## Impacto do Grupo Memphis

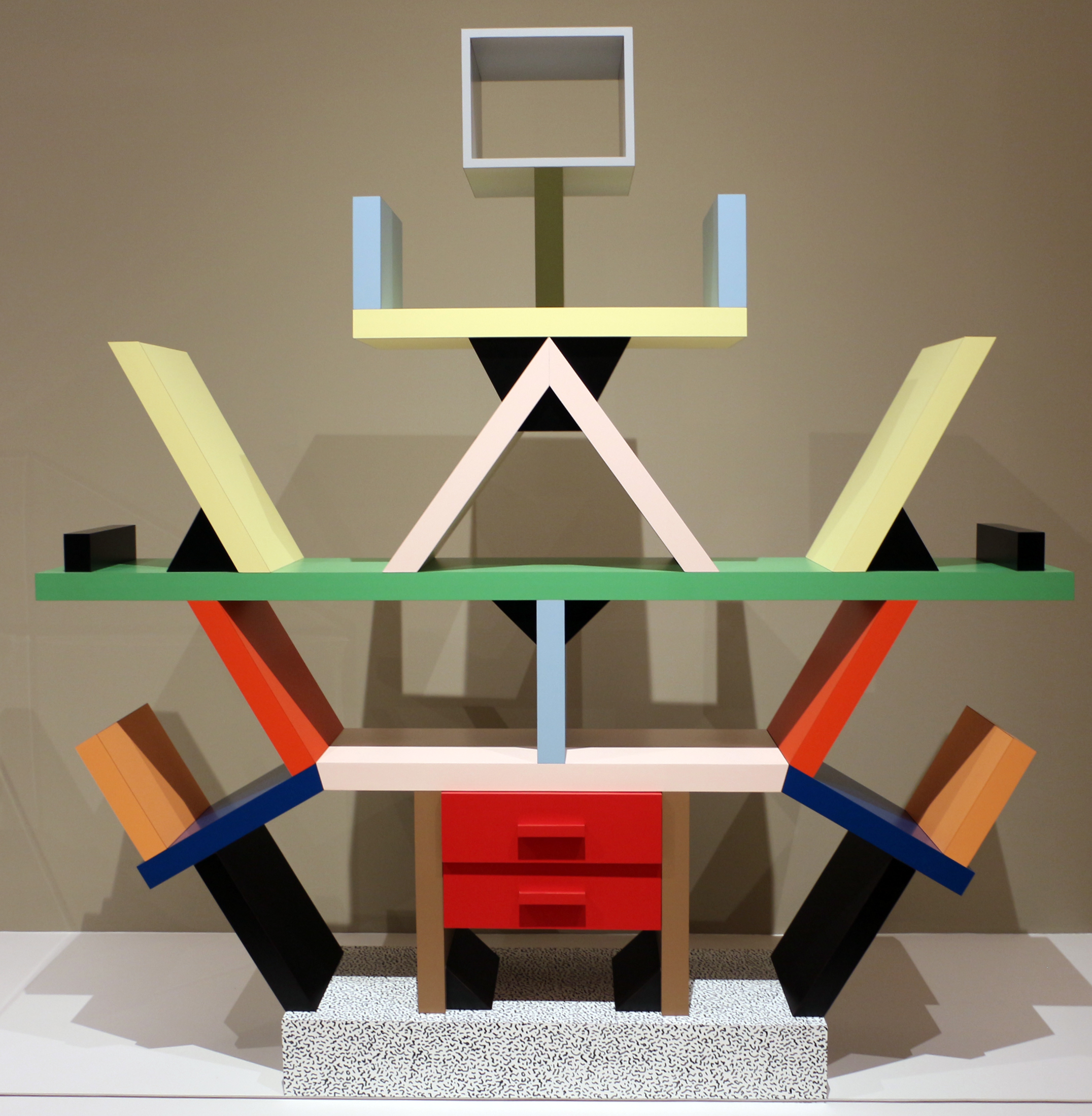
Móvel que é um "Divisor de Quarto Carlton feito por Ettore Sottsass para Memphis, 1981

Descreveram a mobília colorida de Memphis foi descrita como "bizarra", "incompreensível", "odiada" e "um casamento forçado entre Bauhaus e Fisher-Price ".
Durante seus anos de atividade, o grupo Memphis projetou uma série de móveis não conformistas. Entre seus designs mais populares e conhecidos está o "Carlton" Room Divider, um totem que incorpora uma variedade de cores brilhantes, formas sólidas e vazios. A estrutura foi construída com laminados de plástico baratos, apesar de ser destinada a um mercado de luxo, e inclui uma série de triângulos equiláteros, reais e implícitos.
Do início da década de 1980 até o início de 1990, o design de móveis, arquitetura, utensílios domésticos e roupas sofreram fortes influências do Memphis Design. Empresas de surf, skate, esqui e BMX adotaram rapidamente a estética em seus projetos. Programas de televisão, como Miami Vice, apresentaram muitos exemplos arquitetônicos. A Nickelodeon usou o estilo como base para o design de cenário do Double Dare.
Os designs do Memphis serviram de inspiração para o desfile da coleção de alta costura outono/inverno 2011–2012 de Christian Dior, para a coleção Missoni inverno 2015,
Colecionadores notáveis de design de Memphis incluíam o estilista Karl Lagerfeld e o músico David Bowie . Após a morte de Bowie em 2016, sua coleção foi leiloada na Sotheby's por um total de £ 1.387.000.
Um estilo de ilustração "plano, geométrico, figurativo" "geralmente feito de cores sólidas", popular no final dos anos 2010, principalmente com startups, foi apelidado de " Memphis Corporativo " pela Wired Magazine por sua semelhança com os designs de Memphis.

## Designers do Grupo Memphis
Sendo o fundador do grupo, Ettore Sottsass tornou-se o líder do Memphis Group e agora é um dos designers italianos mais conhecidos do pós-guerra.
Martine Bedin, uma estilista francesa, também foi uma das fundadoras do Memphis Group. Ela se juntou ao grupo pela primeira vez quando tinha vinte e poucos anos e foi responsável por supervisionar toda a produção de iluminação no Memphis. Devido à sua experiência em "brincar com coisas proibidas", habilidade adquirida com o pai engenheiro, ela foi escolhida para essa tarefa. Durante seu tempo no Memphis, Bedin projetou e criou inúmeras ideias. Sua criação mais famosa, a "Super lâmpada sobre rodas", projetada pela primeira vez em 1978, fazia parte de um grupo de objetos que representavam itens "amigos". A luminária de Bedin foi posteriormente produzida em uma oficina artesanal, onde todos os produtos do Memphis eram fabricados, e seu primeiro protótipo está agora exposto no Victoria & Albert Museum, em Londres, Inglaterra.
Peter Shire, um escultor, designer e ceramista da Califórnia, foi descoberto pelo Memphis Group através da revista Wet: The Magazine of Gourmet Bathing, uma publicação de estilo de vida na costa oeste. Em um artigo apresentando suas peças de bules em 1977, Shire foi citado dizendo: "Eu não sou muito de beber chá [...], na verdade, meu primeiro impulso é colocar Coca-Cola em bules. Sou um grande bebedor de Coca-Cola e adoraria ver a Coca escorrendo dos bules e espumando no chão". Sua abordagem e atitude únicas garantiram a ele um lugar como membro do Memphis.
Depois da dissolução do Memphis em 1987, seus membros seguiram caminhos diferentes. Alguns, como Nathalie Du Pasquier, uma ex-membro francesa do grupo, colaboraram com marcas e empresas ao longo dos anos. Em 2013, ela colaborou com a empresa dinamarquesa HAY, onde projetou e criou bolsas com estampas no estilo Memphis. Mais tarde, ela também colaborou com a American Apparel, uma empresa de moda fundada no Canadá que se mudou para a Califórnia, onde projetou uma de suas coleções.
Os designs do Memphis Group foram uma grande fonte de inspiração para várias empresas de moda, incluindo Dior e Missoni, que criaram coleções baseadas no trabalho original do Memphis.
Memphis teve a contribuição de muitos arquitetos e designers internacionais.
Entre os membros notáveis estão:
- Ettore Sottsass
- Martine Bedin
- Andrea Branzi
- Aldo Cibic
- Michele De Lucchi
- Nathalie du Pasquier
- Michael Graves
- Massimo Iosa Ghini
- Shiro Kuramata
- Javier Mariscal
- Alessandro Mendini
- Bárbara Radice
- Cinzia Ruggeri
- Peter Shire
- George Sowden
- Gerard Taylor
- Matteo Thun
- Masanori Umeda
- Marco Zanini
- Marco Zanuso